# Philine Velhagen
Philine Velhagen (* 1972 in Hamburg) ist eine deutsche Theaterregisseurin und Autorin / Regisseurin für Feature und Hörspiele.
Philine Velhagen arbeitet und lebt in Köln und München als freie Theater- und Hörspielregisseurin. Nach dem Studium der Theaterwissenschaft und Komparatistik an der LMU in München folgte eine Assistenzzeit am Theater Basel. Regie und Projekte u. a. am Pathos Transport Theater: Warum man im Kino weint (2003/2005), Wie ich mich in einen Apfel zurückzog, Judith und Euro, Daheim allein und Verschwörung Kubelka. Muffatwerk München (Ernte dich selbst – Freiheit 06). Kurzfilm Luna (1998) u. a. mit Martin Sperr (Jagdszenen aus Niederbayern), Garage X Theater Petersplatz Wien, Forum Freies Theater Düsseldorf, Drama Köln, für das Festival Politik im Freien Theater 2008, Theaterfestival Spielart 2005, Einladungen zum Favoriten - Festival NRW in den Jahren 2011, 2013, 2020, 2022. Projekte im öffentlichen Raum in Köln, München und Düsseldorf. Regelmäßig gefördert durch Kulturamt Köln. Hörspiel des Monats September 2011: Folge dem Schein (Eine Produktion des WDR 2011). Seit 2012 ist Philine Velhagen künstlerische Leiterin der Gruppe Drama Köln.

## Hörspiele
- 2011: Folge dem Schein – Autorin und Regie, WDR[1]
- 2013: Das größte Hotel der Stadt – Autorin (mit Jan Holtmann) und Regie, WDR[2]
- 2018: I am your private dancer – Autorin und Regie, WDR[3]
- 2021: Kunst Packen – Autorin (mit Jan Holtmann) und Regie, WDR[4]
- 2021: Orwells Remington. Auf der Suche nach Orwells Schreibmaschine – Autorin und Regie (beides mit David Zane Mairowitz), WDR[5]